# Selenops peraltae
Selenops peraltae är en spindelart som beskrevs av José Antonio Corronca 1997. Selenops peraltae ingår i släktet Selenops och familjen Selenopidae.
Artens utbredningsområde är Bolivia. Inga underarter finns listade i Catalogue of Life.